# Lucky Luke (périodique)
Pour les articles homonymes, voir Lucky Luke (homonymie).
Lucky Luke était un magazine mensuel de bande dessinée lancé par les éditions Dargaud, sous-titré « Le mensuel international des copains de Lucky Luke » (sauf pour le premier numéro), qui n'a connu que 12 numéros, de mars 1974 à février 1975. 
Les numéros 1 à 7 du magazine prépublient de courtes histoires, comportant six pages chacune, de Lucky Luke qui sont ensuite reprises dans l'album 7 histoires de Lucky Luke. Les numéros 8 à 12 prépublient Le Cavalier blanc, un récit long de Lucky Luke, en feuilleton,,.